# Estádio João Trindade Filho
O Estádio João Trindade Filho, mais conhecido como Estádio Trindadão, é um estádio de futebol localizado na cidade de Boquim, no estado de Sergipe, pertence ao Governo Municipal e tem capacidade para 5.000 pessoas. É utilizado como mando de campo para os jogos do clube local, a Associação Boquinhense de Desporto.